# Château-fort de Vastseliina
Le château-fort de Vastseliina (en estonien : Vastseliina piiskopilinnus, en allemand : Neuhausen, en russe : Novgorodok) est un château-fort construit par le Diocèse de Dorpat de l'Ordre de Livonie. 

## Histoire
Le château-fort est construit en 1342 par le Landmeister Burkhard von Dreileben en même temps que le château-fort de Alūksne pour participer à la fortification de la frontière de l'ancienne Livonie contre Novgorod, Pskov et plus tard Moscou.
Les ruines du château sont situées à proximité de Vastseliina en Estonie.

## Images

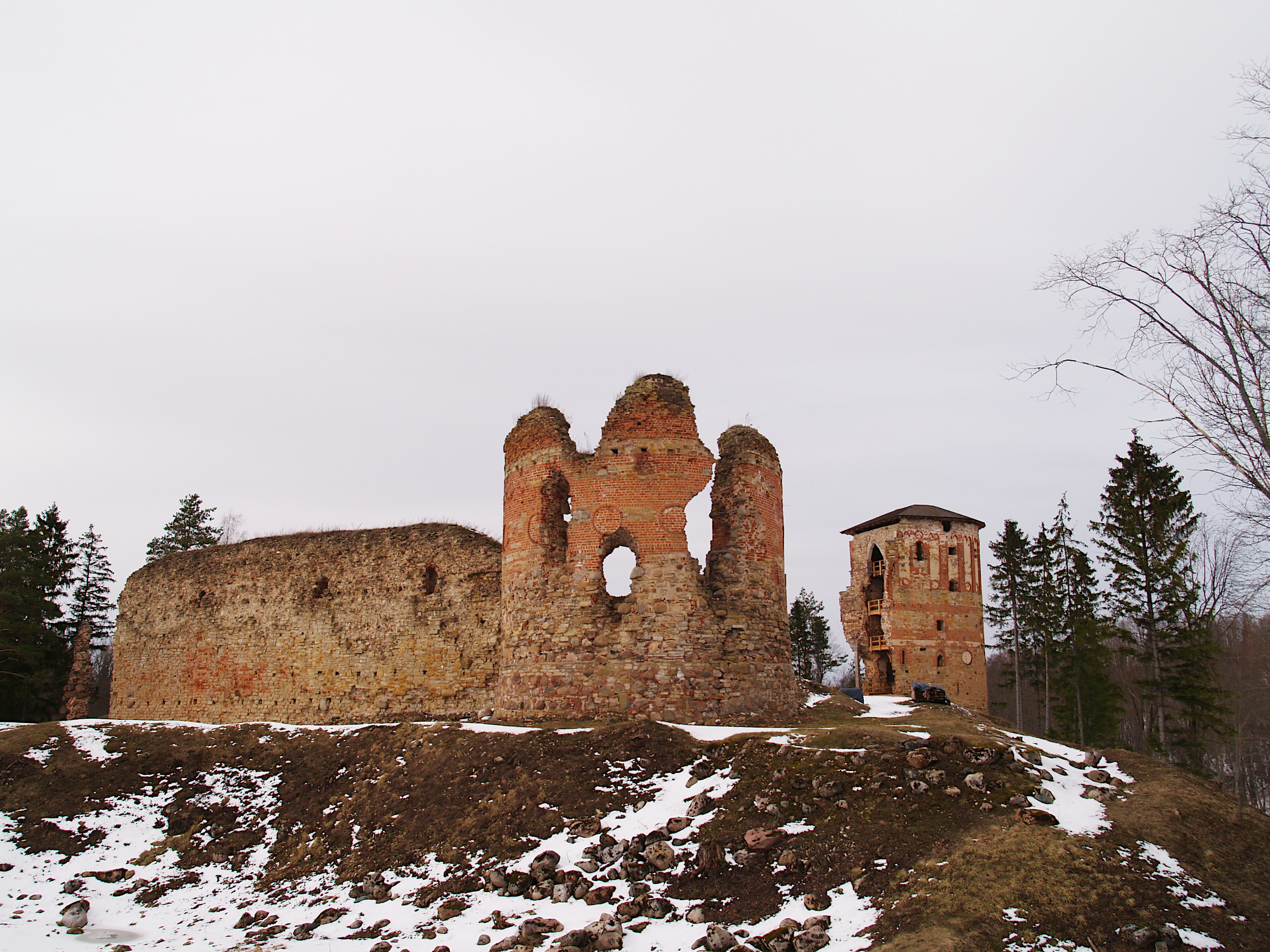
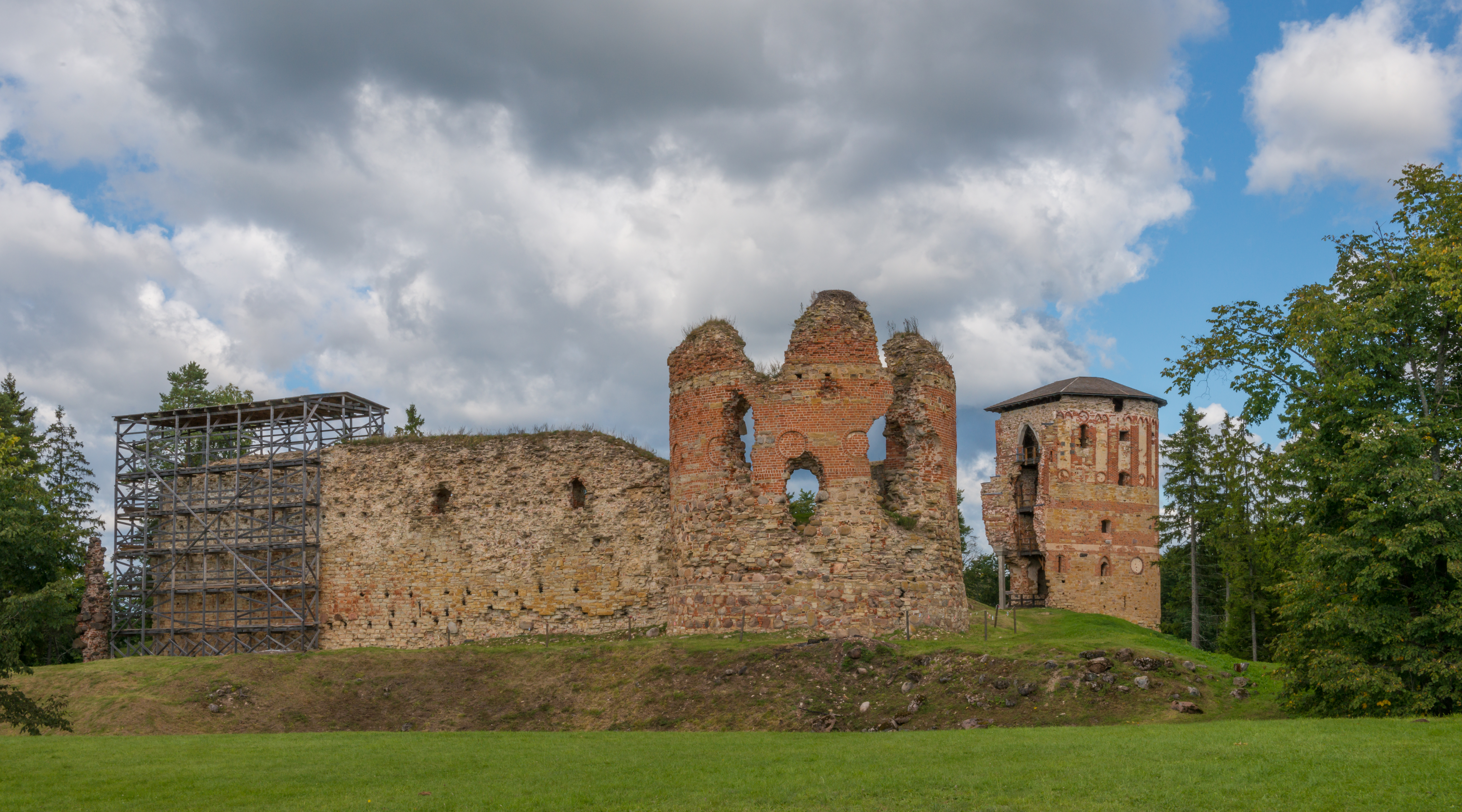
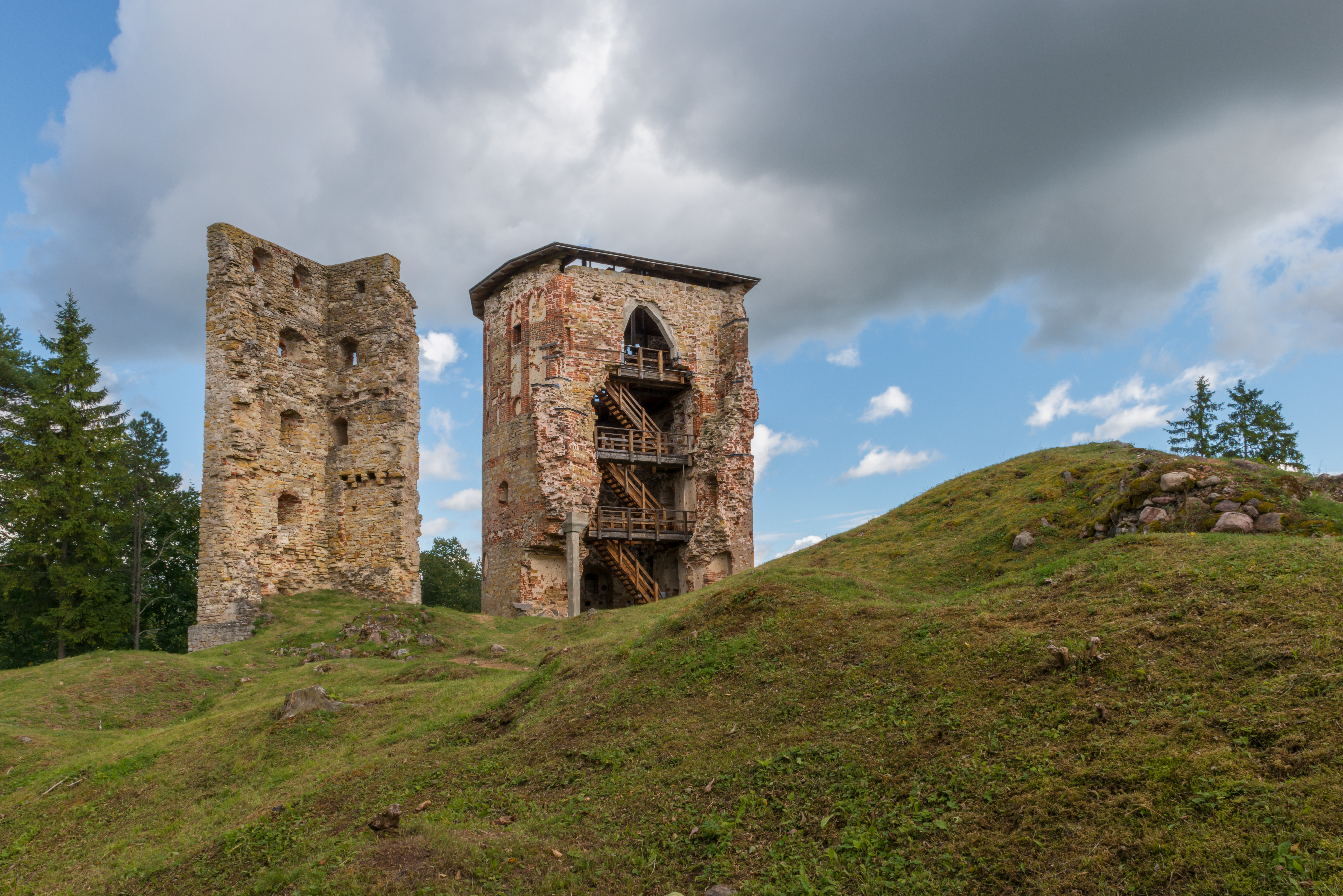